# Palaeogale
Palaeogale és un gènere extint de mamífers carnívors de la família dels paleogàlids (Paleogalidae) que tingueren una distribució holàrtica entre l'Eocè superior i el Miocè inferior. Se n'han trobat restes fòssils a Alemanya, el Canadà, els Estats Units, França, Grècia, Mongòlia i la República Popular de la Xina. Durant molt de temps fou classificat entre els mustèlids, però des d'aleshores ha estat reubicat en una posició basal dels feliformes. En comparació amb els seus parents propers, les terceres dents molars inferiors han desaparegut i les segones o bé són diminutes o bé estan absents.